# Eggeloge
Eggeloge ist ein Ortsteil von Westerstede, der Kreisstadt des niedersächsischen Landkreises Ammerland. Der Ort liegt etwa sechs Kilometer nördlich des Stadtkerns an der Grenze zur friesländischen Gemeinde Zetel. Zum Verwaltungsbezirk Eggeloge der Stadt Westerstede gehören neben Eggeloge selbst noch die Dörfer Eggelogerfeld, Grafenfeld und Jührdenerfeld.

## Geschichte
Eggeloge wird 1190 erstmals urkundlich als Ecgeloge erwähnt. Das Dorf wurde vermutlich in einem Rodungsgebiet in einem weitläufigen Eichenwaldgebiet gegründet. Der Name leitet sich von der damaligen Bezeichnung Ecgelo für einen Eichenwald ab. Die Art der Gründung auf einem Rodungsgebiet deutet darauf hin, dass Eggeloge keine Ursiedlung, sondern eine spätere grundherrliche Gründung ist. 1428 werden im Lagerbuch des Drosten Jacob von der Specken drei Hofstellen in Eggeloge (damals Eggelo genannt) aufgeführt. Das Contributionsregister von 1679 verzeichnet drei Hausmann- und neun Köterstellen sowie ein Heuermann.
1905 wurde die ehemalige Schmalspurbahn von Ocholt nach Westerstede durch Eggeloge nach Grabstede verlängert und damit die durchgehende Bahnstrecke Ellenserdamm–Ocholt geschaffen. Gleichzeitig erfolgte die Umstellung auf Normalspur. Der Personenverkehr auf dieser Strecke wurde 1954 eingestellt, der Güterverkehr zwischen Linswege und Grabstede im Jahr 1966.

## Verkehr
Die Anbindung Eggeloges an den ÖPNV erfolgt durch die von der Weser-Ems-Bus betriebene Linie 353 (Westerstede–Halsbek). Die Linie 2 des Bürgerbus-Vereins Westerstede wurde 2021 eingestellt. Bereits 1966 wurde hier die Bahnstrecke Ellenserdamm–Ocholt aufgegeben und abgebaut.